# Rivière Hébert
Rivière Hébert är ett vattendrag i Kanada.   Det ligger i provinsen Québec, i den östra delen av landet, 400 km norr om huvudstaden Ottawa. Rivière Hébert ligger vid sjöarna  Lac Doda Lac Du Guesclin Lac Françoise och Lac Stina.
Trakten runt Rivière Hébert är nära nog obefolkad, med mindre än två invånare per kvadratkilometer.